# Hans-Joachim Krenzke
Hans-Joachim Hajo Krenzke (* 1946 in Magdeburg) ist ein deutscher Journalist, Heimatforscher, Publizist und Autor. Er ist in Magdeburg zuhause.

## Werdegang
Hans-Joachim Krenzke studierte in Leipzig an der Fachschule für Journalistik des Verbandes der Journalisten der DDR (1972–1975) und ist seit 1977 als freier Publizist und Fotograf tätig.
1970 wurde er redaktioneller Mitarbeiter bzw. Redakteur einer Tageszeitung, 1975 verantwortlicher Redakteur einer Kulturzeitschrift. Ab 1977 war Krenzke freiberuflich tätig für Das Magazin, Wochenpost, Neues Leben. 
Seit 1991 veröffentlicht er Bücher und präsentiert kulturhistorisch und literarisch orientierte Diavorträge. Ab 1995 war er mehrfach als Barkenhoff-Stipendiat in Worpswede. 1997 wurde er in den Verband deutscher Schriftsteller (VS), Landesverband Sachsen-Anhalt, aufgenommen.
Er schrieb zahlreiche Bücher über seine Heimatstadt und gibt regelmäßig Kalender sowie Fotopostkarten heraus. 1999 wurde er zum Magdeburger des Jahres gewählt.
Krenzkes Arbeitsgebiet reicht weit über Magdeburg hinaus, er ist ständig auf der Suche nach Spuren von Literaten, Malern und Bildhauern. Auch hat Krenzke Städte wie Rom, Paris, Wien, Prag, Berlin, Venedig oder Dresden porträtiert. Die Ergebnisse der Fotoreisen präsentieren seine Frau und er deutschlandweit bei Dia-Vorträgen. Zudem ist er als Reiseleiter mit umfangreichen literarischen und kunsthistorischen Kenntnissen geschätzt.
Hans-Joachim Krenzke ist mit Regina Krenzke verheiratet.

## Werke (Auswahl)
- Romanisches Magdeburg. Magdeburg 1994
- Martin Luther und Magdeburg. Magdeburg 1995
- Der Magdeburger Dom. Fischerhude 1995
- Magdeburger Friedhöfe und Begräbnisstätten. Magdeburg 1998
- Das war das 20. Jahrhundert in Magdeburg. Gudensberg-Gleichen 1999
- Kirchen und Klöster zu Magdeburg. Magdeburg 2000
- Mieke Vogeler. Fischerhude 2001
- Dom Sankt Mauritius und Sankt Katharina zu Magdeburg. Fischerhude 2001
- Ästhetik und Existenz. Würzburg 2002
- Die Frauen der Ottonen. Magdeburg 2009
- Königin Luise von Preußen. Magdeburg 2010